# اولی لایهو
اولی لایهو (فنلاندی: Olli Laiho; ۱۸ فوریهٔ ۱۹۴۳ – ۳۱ مهٔ ۲۰۱۰) ژیمناست هنری اهل فنلاند بود.